# هم‌جوشی محصورسازی مغناطیسی
گداخت یا هم‌جوشی محصورسازی شدهٔ مغناطیسی (به انگلیسی: Magnetic confinement fusion) نوعی روش محصورسازی در همجوشی هسته ای است.
انرژی همجوشی بسیار ایمن بوده، کمترین آسیب محیط زیستی را در پی دارد و قادر است مقدار قابل توجهی انرژی الکتریکی فراهم کند که این مسئله خود یک ارزش و اعتبار خواهد بود. با این حال، مشکلات علمی و فنی موجود، باید قبل از ارتقاء فناوری همجوشی جهت استفاده تجاری برطرف گردند که البته برای حل مسائل موجود تلاش های عظیمی صورت گرفته و اکنون نیز در حال انجام است [1]
فیزیک پلاسمای جدید از حدود سال ۱۹۵۲ که در آن ساختن رآکتوری بر اساس کنترل همجوشی هسته‌ای پیشنهاد گردید، آغاز می‌شود.

### روشهای محصورسازی پلاسما
- محصورسازی گرانشی. در اینجا پلاسما توسط میدان گرانشی تا چگالی و دمای بالا فشرده خواهد شد. از آنجایی که این روش نیازمند جرم زیادی است، از همین روی تنها در ستارگان می توان آن را مشاهده نمود .
- محصورسازی اینرسی  (ICF). هدف این محصورسازی، دست یابی به چگالی های بسیار بالا در زمانی بسیار کوتاه است. با تاباندن باریکه های لیزری پر انرژی به هدف پلاسمایی مشخص، می توان دمای  و چگالی آن را تا حد زیادی بالا برده و مقدار زیادی انرژی را بدان منتقل کرد.
- محصور سازی مغناطیسی  (MCF). این محصورسازی تلاش می کند تا پلاسما را در چگالی های به نسبت پایین و برای زمان نسبتاً طولانی چندین ثانیه محصور کند. قانون فیزیکی بکار رفته در این روش، برهمکنش بین ذرات باردار پلاسما و میدان مغناطیسی تولید شده توسط منابع خارجی است و محتمل ترین نوع محصورسازی بشمار می رود [1].

## نگارخانه

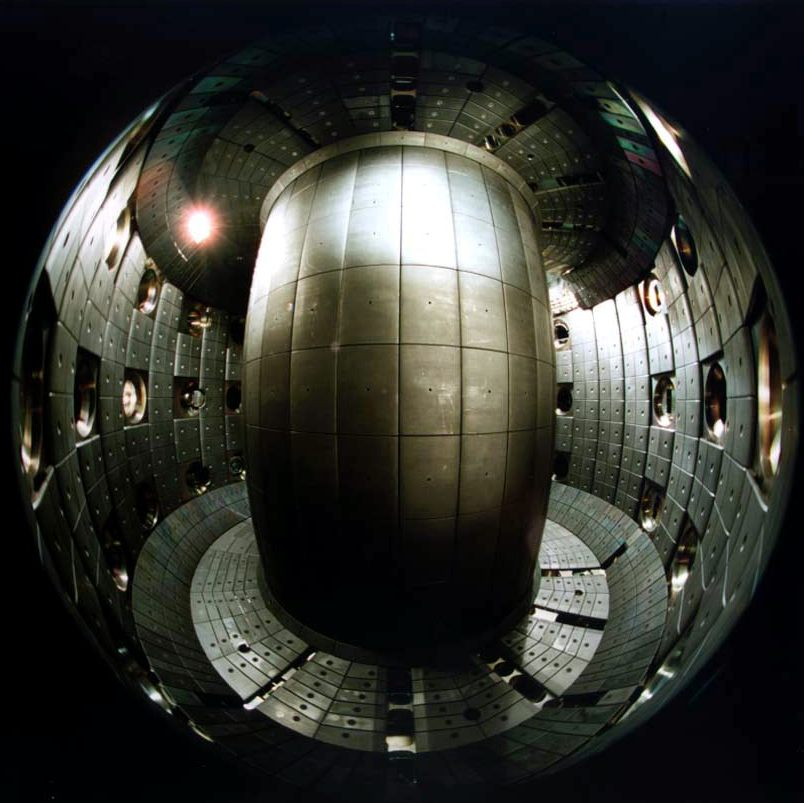
نمایی از درون یک توکاماک
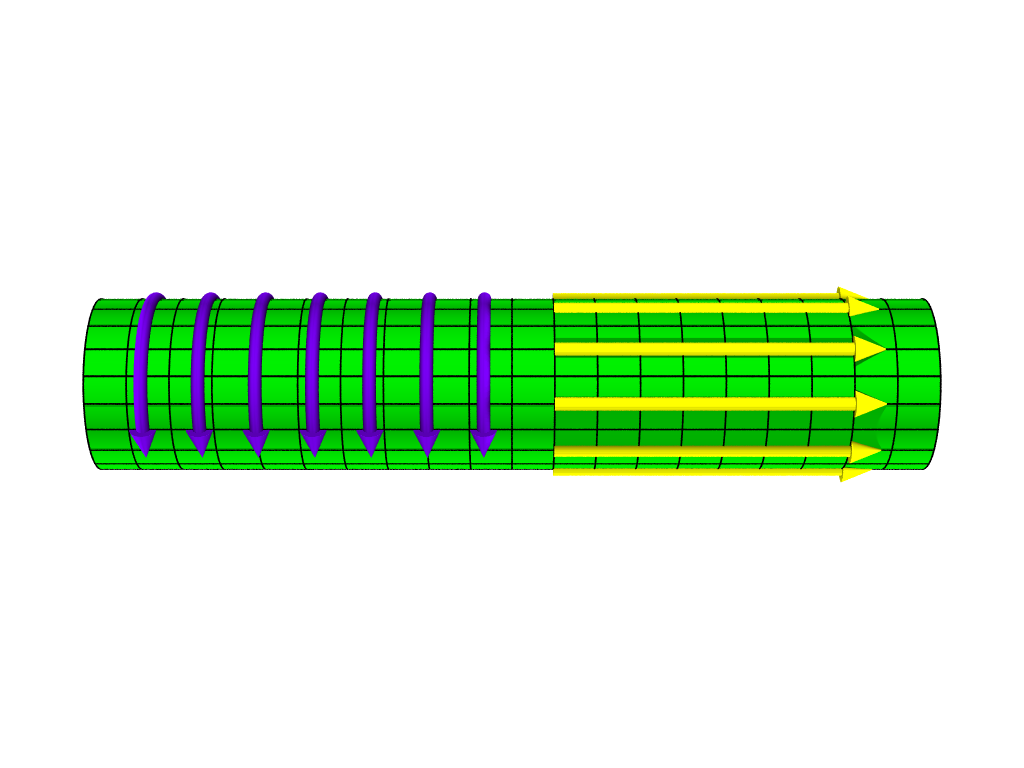
روش محصورساز مغناطیسی z-pinch
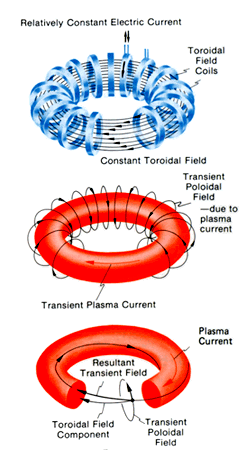
میادین یک چنبره آزمایشی چگونه است
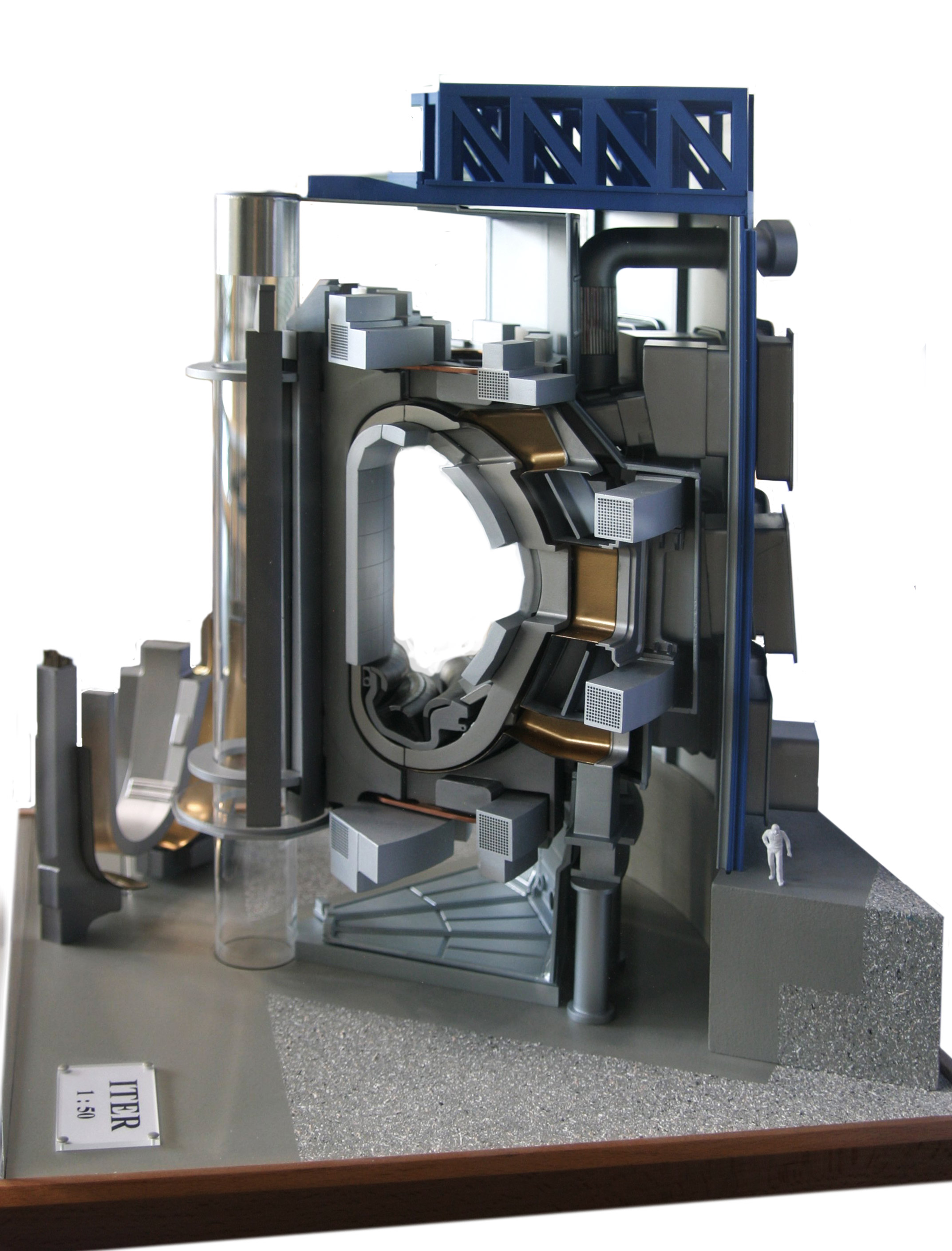
نمای تقاطعی رآکتور آزمایشی ITER (راکتور آزمایشی گرماهسته‌ای بین‌المللی) در فرانسه